# Helen Stephens
Helen Herring Stephens (Fulton, Estats Units 1918 - Saint Louis 1994) fou una atleta nord-americana, guanyadora de dues medalles d'or olímpiques.

## Biografia
Va néixer el 3 de febrer de 1918 a la ciutat de Fulton, població situada a l'estat de Missouri.
Va morir el 17 de gener de 1994 a la ciutat de Saint Louis, població situada també a Missouri.

## Carrera esportiva
Especialista en proves de velocitat, va participar als 18 anys en els Jocs Olímpics d'Estiu de 1936 realitzats a Berlín (Alemanya nazi), on va aconseguir guanyar la medalla d'or en els 100 metres llisos, derrotant la vigent campiona Stanisława Walasiewicz, i en els relleus 4x100 metres. Així mateix també participà en la prova de llançament de disc, on va finalitzar novena. En finalitzar els Jocs aparegué la polèmica, ja que es digué que Stephens en realitat era un home, motiu pel qual ella mateixa decidí sotmetre's a una revisió mèdica, que va finalitzar la polèmica sobre la seva condició sexual.
Retirada de la competició atlètica a causa d'aquesta polèmica, posteriorment jugà a bàsquet i softbol. Entre 1938 i 1952 fou mànager i propietària d'un equip semiprofessional de bàsquet.